# Sacaton Flats Village, Arizona
Sacaton Flats Village je naseljeno područje za statističke svrhe u američkoj saveznoj državi Arizona. Prema popisu stanovništva iz 2010. u njemu je živjelo 541 stanovnika.